# Chích đầm lầy
Chích đầm lầy (Acrocephalus palustris) là một loài chim trong họ Acrocephalidae.
Loài chim này sinh sống trong khu vực ôn đới ở châu Âu và Tây Á và trú đông chủ yếu ở phía đông nam châu Phi. Chúng sinh sản trong một môi trường chủ yếu ấm ướt, nhưng ở châu Phi trú đông chủ yếu ở khu vực thảm thực vật nhiều và khô ráo. Nó phổ biến trên nhiều phạm vi sinh sản và mở rộng phạm vi tại một số khu vực. 

## Hình ảnh
- Acrocephalus palustris

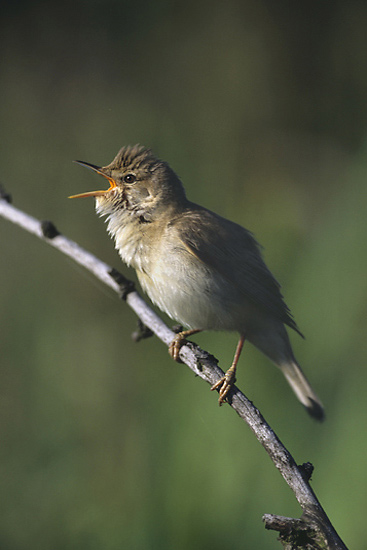
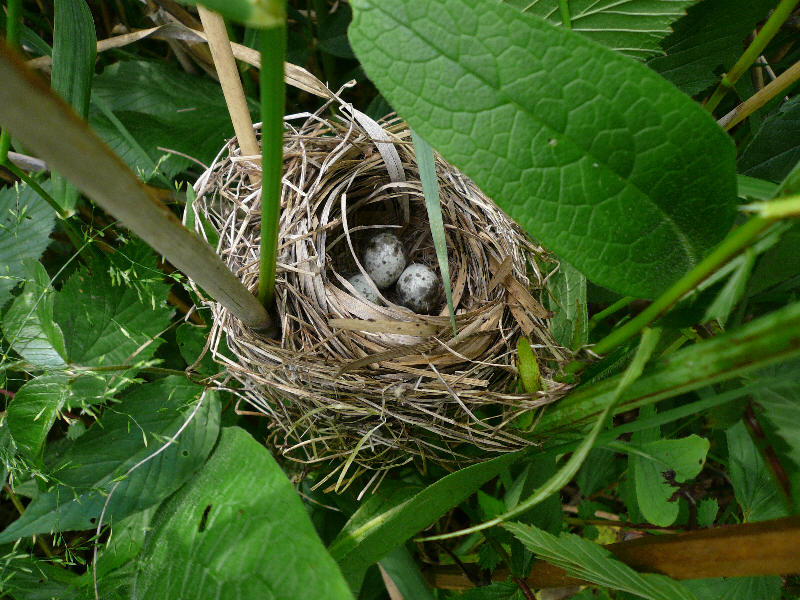
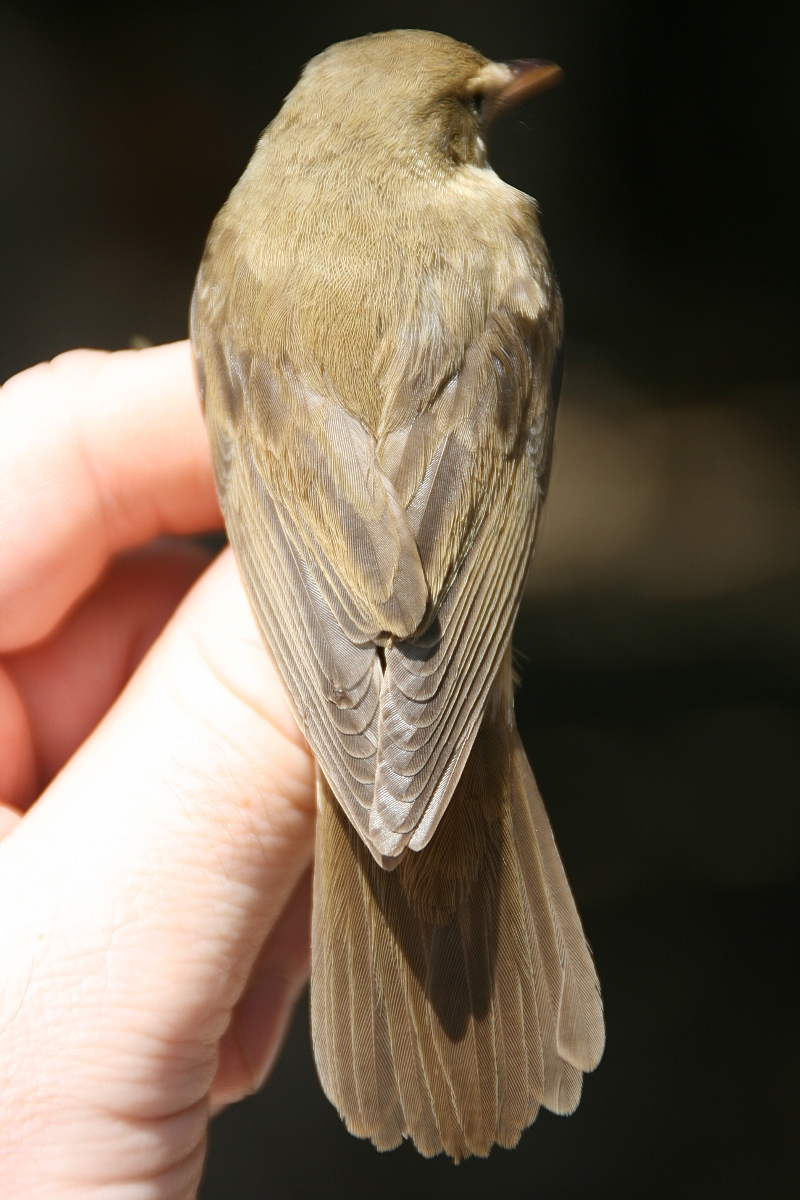
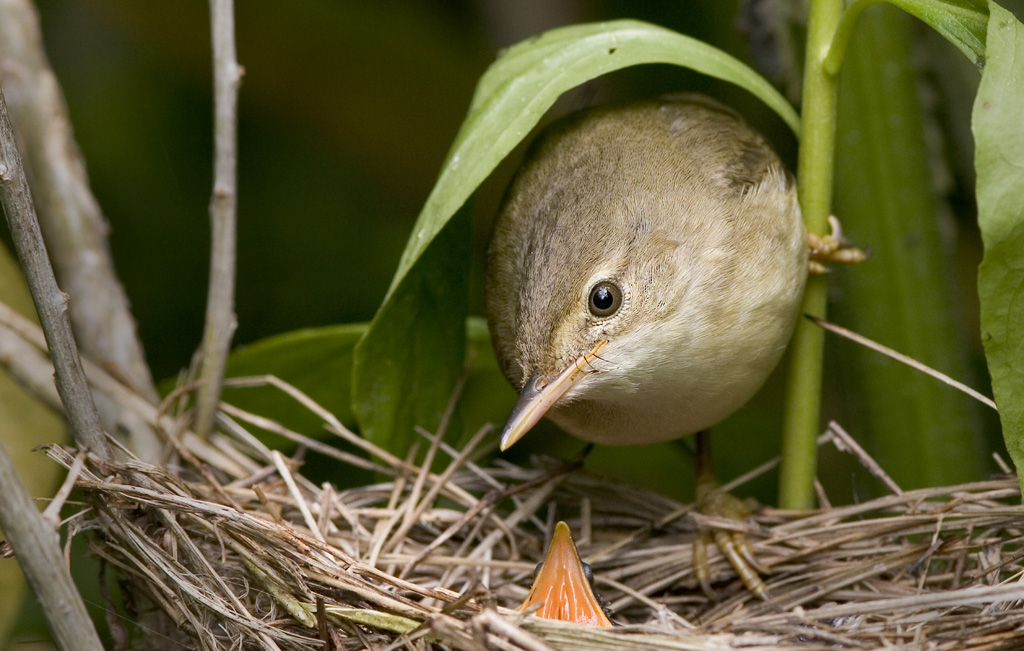
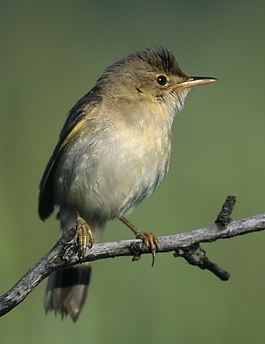
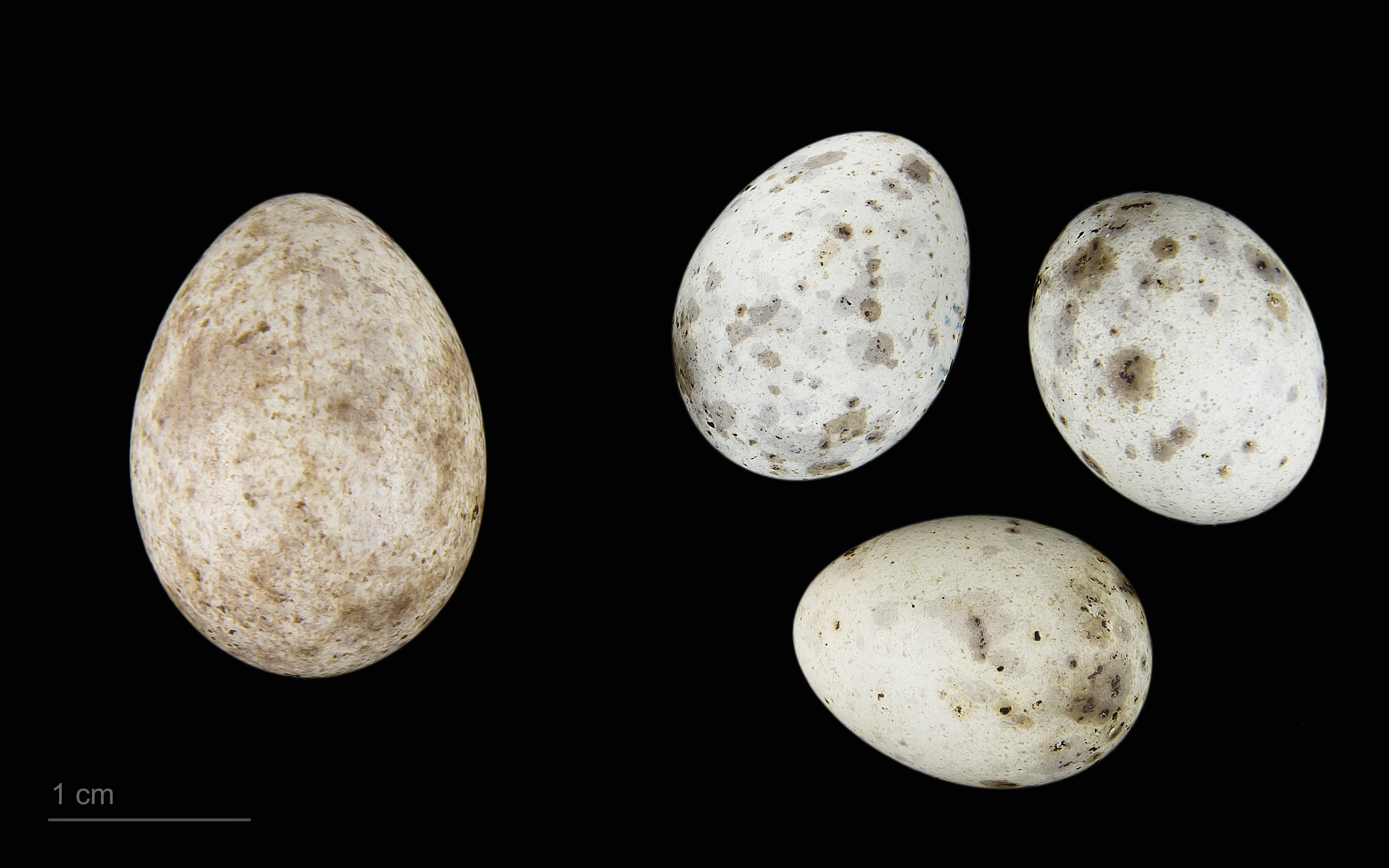
Cuculus canorus canorus + Acrocephalus palustris - Museum specimen